# Sampadjudu
Sampadjudu (auch:  Sampadjudo) bezeichnet Sprache und Bewohner der kapverdischen Inseln außerhalb Santiagos, genauer: Santo Antão,  São Vicente,  São Nicolau, Sal, Boa Vista, Fogo und Brava. Der Dialekt von Maio ist dem Badiu Santiagos so ähnlich, dass er zumeist nicht als Sampadjudo bezeichnet wird. Sampadjudu ist eine Variante des Kapverdischen Kreol.
Als Ursprung des Wortes werden zwei Erklärungen gegeben:
- são para ajudar  (port.: sie kamen, um zu helfen)
- Sampaio Ajuda (port. Eigenname)

Beide Versionen weisen darauf hin, dass bei regionalen Hungerskatastrophen Menschen anderer Inseln auf Santiago in sogenannten Hilfsprogrammen (ajuda) im Straßenbau beschäftigt wurden. Sampaio Ajuda war der Familienname eines der Administratoren dieser Programme.